# Pachymorpha darnis
Pachymorpha darnis is een wandelende tak uit de familie Phasmatidae. De wetenschappelijke naam van deze soort is voor het eerst voorgesteld als Bacillus darnis door John Obadiah Westwood in een publicatie uit 1859.
De soort komt voor op Borneo.